# استیون جرارد گائوته
استیون جرارد گائوته (بلغاری: Стивън Жерард Жан Ив Гаоте؛ زادهٔ ۱۹ فوریهٔ ۲۰۰۸) بازیکن فوتبال اهل بلغارستان است.